# Спунер, Райан
Райан Брэдли Спунер (англ. Ryan Bradley Spooner; род. 30 января 1992, Каната) — канадский хоккеист, нападающий клуба «Шанхай Дрэгонс». Ранее он играл в Национальной хоккейной лиге (НХЛ) за «Бостон Брюинз», «Нью-Йорк Рейнджерс», «Эдмонтон Ойлерз» и «Ванкувер Кэнакс». Был выбран «Бостон Брюинз» во втором раунде драфта НХЛ 2010 года под общим 45-м номером.

## Карьера игрока
Был выбран пятым в общем зачёте на драфте OHL Bantam 2008 года командой Петерборо Петес. В своем третьем сезоне с Питами, 11 ноября 2010 года, Спунер был продан в Кингстон Фронтенакс в обмен на Алана Куайна, Кларка Сеймура, выбор во втором раунде драфта 2011 года и выбор во втором раунде драфта 2013 года.
5 января 2012 года Frontenacs обменяли Спунера в Sarnia Sting на Райана Куявински.

### Профессиональная
Будучи новичком, Спунер возглавил по очкам «Провиденс Брюинз» Американской хоккейной лиги (АХЛ), высшую низшую лигу «Бостон Брюинз», набрав 57 очков в 59 играх.
Спунер дебютировал в НХЛ за «Бостон» 6 февраля 2013 года против «Монреаль Канадиенс». Спунер был вызван в «Брюинз» впервые в сезоне 2013-14 31 октября 2013 года. Играя против «Анахайм Дакс», Спунер ассистировал голу Карла Содерберга и набрал свое первое очко в НХЛ. Спунер забил свой первый гол в карьере в НХЛ 27 февраля 2015 года в овертайме, обыграв «Нью-Джерси Девилз» со счетом 3-2 в выездной победе в Бостоне. Первый гол Спунера в основное время стал первым голом «Бостона» в выездном поражении «Оттава Сенаторз» со счетом 3:1 10 марта 2015 г., при этом Спунер также забил второй гол в той же игре.
1 июля 2015 года «Бостон Брюинз» повторно подписали со Спунером двухлетний контракт на 1,9 миллиона долларов на сумму 950 000 долларов в год.
26 июля 2017 года Спунер и Брюинз избежали арбитража, заключив годовой контракт на сумму 2,825 миллиона долларов.
В 2018 году Спунер забил свою 100-ю результативную передачу в НХЛ 11 февраля, помогая голу защитника Тори Круга во втором периоде во время победы над «Нью-Джерси Девилз» со счетом 5:3.
25 февраля Спунер был продан вместе с Мэттом Белески, Райаном Линдгреном, выбором в первом раунде 2018 года и выбором в седьмом раунде 2019 года «Нью-Йорк Рейнджерс» в обмен на Рика Нэша. 31 июля 2018 года Спунер в качестве ограниченно свободного агента подписал двухлетний контракт с «Рейнджерс».
В дальнейшем играл в НХЛ за две канадские команды «Эдмонтон Ойлерз» и «Ванкувер Кэнакс», после чего уехал в Европу, где отыграл 2 игры за швейцарский «Лугано». 21 октября 2019 года перешёл в ХК «Динамо Минск», за который отыграл два сезона.
11 мая 2021 года подписал однолетний контракт с «Автомобилистом».
По окончании контракта вернулся в состав минского «Динамо» и подписал с ними однолетний контракт.
6 августа 2023 года Спунер подписал однолетний контракт с омским «Авангардом». В сезоне 2023/24 набрал 61 очко (23+38) в 65 матчах. В плей-офф набрал 6 очков (1+5) в 10 матчах.
20 сентября 2024 года канадский нападающий Райан Спунер вернулся в омский «Авангард». Клуб подписал с 32-летним хоккеистом однолетний контракт.

## Статистика
В АХЛ сыграл 186 матчей, забросил 49 шайб, сделал 117 передач, набрал 44 минуты штрафа, показатель полезности «+33».
В НХЛ сыграл 329 матчей, забросил 48 шайб, сделал 121 передачу, набрал 63 минуты штрафа, показатель полезности «-23».
В КХЛ сыграл 269 матчей, забросил 71 шайбу, сделал 158 передач, набрал 74 минуты штрафа, показатель полезности «-47».